# 普韋布洛人

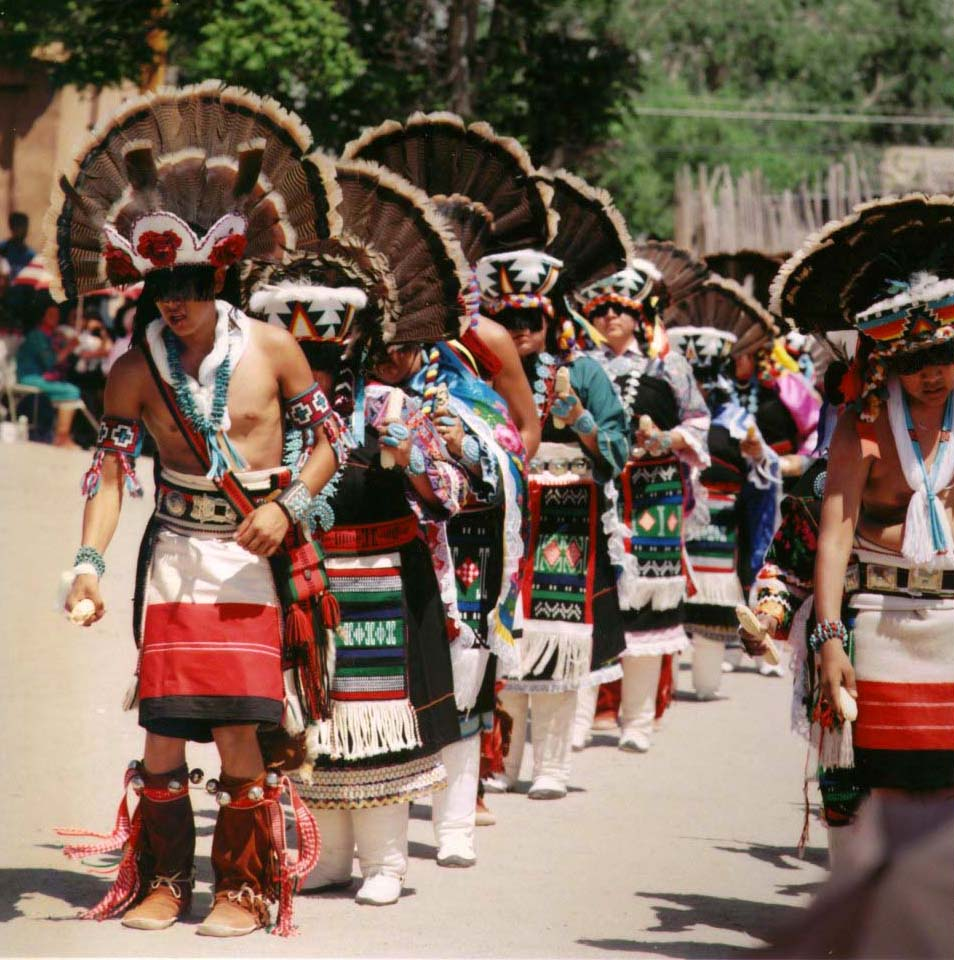

普韋布洛人（Pueblo）又被稱作普埃布羅、蒲芦族，是一個傳統居住地位於美國西南部的美洲原住民社群，主要生活在亞利桑那州及新墨西哥州等的沙漠地區。普韋布洛人的獨特之處，在於他們並非遊牧民族；而是居住在當地一種用泥磚（adobe）建成的建築物內，並且靠農耕維生。這些泥磚建築，最古老的有1300多年的歷史。
「普韋布洛」這個字其實是西班牙語，意思就是「村落」。這個字是從拉丁文的（意即「人」）演變而來。

## 外部連結
- Kukadze'eta Towncrier, Pueblo of Laguna
- Pueblo of Isleta （页面存档备份，存于）
- Pueblo of Laguna （页面存档备份，存于）
- Pueblo of Sandia （页面存档备份，存于）
- Pueblo of Santa Ana （页面存档备份，存于）
- The SMU-in-Taos Research Publications （页面存档备份，存于） digital collection contains nine anthropological and archaeological monographs and edited volumes representing the past several decades of research at the SMU-in-Taos (Fort Burgwin) campus near Taos, New Mexico, including Papers on Taos archaeology （页面存档备份，存于） and Taos archeology